# In Jae-keun
In Jae-keun sinh ngày 11.11.1953 tại Incheon,  là nhà hoạt động dân chủ người Hàn Quốc. Năm 1985, chồng của bà là Kim Geun-tae đã bị chính phủ Jeon Du-hwan bắt giam và tra tấn về việc ông hoạt động đấu tranh cho dân chủ.   
Năm 1987, In Jae-keun cùng với chồng được trao Giải Nhân quyền Robert F. Kennedy về việc bà tố cáo công khai việc chồng bà bị giam giữ và tra tấn vì hoạt động dân chủ.